# Fajão — Vidual
Fajão – Vidual, ist eine portugiesische Gemeinde (Freguesia) im Kreis (Concelho) von Pampilhosa da Serra. Sie umfasst eine Fläche von 79,59 km² und hat 317 Einwohner (Stand nach Zahlen von 2011).
Die Gemeinde entstand im Zuge der kommunalen Neuordnung Portugals am 29. September 2013, als Zusammenschluss der bisherigen Gemeinden Fajão und Vidual. Sitz der neuen Gemeinde wurde Fajão.
Gelegentlich wird die neue Gemeinde auch schlicht nach dem Hauptort Fajão genannt. Dieser ist als ein Ort der Schieferdorfroute der Aldeias do Xisto bekannt.